# Hail Mary (película de 2024)
Hail Mary es una película de terror, drama y fantasía estadounidense, dirigida por Rosemary Rodríguez, producida por Keanu Reeves, su hermana Karina Miller y Hristo Dimitrov, y protagonizada por Natalia del Riego, Benny Emmanuel, Angela Sarafyan, Shahine Ezell y Jack Huston. La cinta se estrenó el 13 de noviembre de 2023 en el South by Southwest Film Festival.

## Sinopsis
En esta versión moderna de la historia de la María y José, una inmigrante de Belice embarazada llamada María busca la ayuda de José, un carpintero, que además construyó un túnel bajo el Río Grande para los cárteles, para cruzar la frontera entre México y Estados Unidos, antes de que la mate un demonio de otro mundo llamado Baal, que no se detendrá ante nada para impedir que nazca su bebé.

## Reparto
- Natalia del Riego como Virgen María; Una adolescente beliceña embarazada quién, además de enfrentar virus mortales y los cárteles de droga, está siendo perseguida por la mano derecha de Satanás, el demonio Baal.[4]
- Benny Emmanuel como José; Un carpintero que debe ayudar a María a construir un túnel para poder cruzar de México hacia Estados Unidos.[4]
- Jack Huston como Baal; Un cruel demonio y mano derecha de Satanás. Tiene el objetivo de matar a María antes de que nazca el bebé que será el salvador de la humanidad.[4]
- Angela Sarafyan como Gabrielle; La reencarnación del ángel Gabriel, quién protege a María y José del mal.[4]
- Shahine Ezell como Agente Russo; Un policía de la patrulla fronteriza estadounidense.[4]
- Emilio Mejia como Héctor; Un vendedor de comida.
- Nestor Rodriguez como Offi; Un oficial de la patrulla fronteriza.
- Manuel Calderón como Hollow Point.
- Gabriela Núñez como Luna.
- Alí Rondón como Jornalero.

## Desarrollo

### Preproducción
Durante los inicios de la pandemia de COVID-19, Rosemary Rodríguez estuvo desarrollando un guion el cual llevar a la pantalla grande, siendo el resultado final una versión moderna de la historia bíblica de José y María. Se contactó con la productora Karina Miller, quién luego de aprobar el guion, la contactó con la productora Sparkhouse Media, quienes aprobaron el presupuesto para comenzar con la producción de la cinta. Lori Berlanga y Hristo Dimitrov fungieron como coproductores de la cinta, junto a Talal Al Abbar, Karam Abulhusn, Alastair Burlingham y Danny Chan siendo productores ejecutivos. El hermano de Karina Miller, Keanu Reeves estuvo involucrado como productor ejecutivo de la cinta.

### Equipo
En marzo de 2023 se anunció a través del portal Deadline Hollywood que Natalia del Riego, Angela Sarafyan, Benny Emmanuel, Shahine Ezell y Jack Huston protagonizarían la película, siendo además el debut de Del Riego en cines. El cineasta mexicano Carlos Hidalgo se encargaría de la fotografía principal, y el músico mexicano Victor Hernández Stumpfhauser sería el encargado de la banda sonora. Los efectos especiales fueron desarrollados por la empresa Crafty Apes.

### Rodaje
El rodaje de la cinta tuvo lugar íntegramente en la Ciudad de México y sus alrededores. La cinta inspiró parte de su estilo en el realismo mágico para darle un toque más místico a la historia y fotografía, combinando secuencias de crudo realismo con escenas mágicas y con un toque pictórico.

## Estreno
La cinta se estrenó el 13 de noviembre de 2023 en el South by Southwest Film Festival. Aún no hay fecha de estreno comercial, ni distribuidora oficial.

## Premios y nominaciones
Downtown Los Angeles Film Festival
| Año  | Categoría              | Nominado(a)        | Resultado |
| ---- | ---------------------- | ------------------ | --------- |
| 2024 | Mejor director(a)      | Rosemary Rodríguez | Ganadora  |
| 2024 | Mejor actor de reparto | Jack Huston        | Ganadora  |
| 2024 | Mejor actriz           | Natalia del Riego  | Ganadora  |